# Кушнишки манастир
Кушнишкият манастир „Света Богородица Икосифиниса“ (на гръцки: Μονή Εικοσιφοινίσσης, Мони Икосифинисис) е манастир в Егейска Македония, Гърция. В административно отношение е част от дем Амфиполи, област Централна Македония, а в духовно е подчинен на Драмската митрополия.

## Местоположение
Разположен е в областта Зъхна, на северните склонове на планината Кушница между селата Кормища и Никищан. До манастира се достига по 6 km асфалтово шосе, отклонение от пътя за Кормища.

## История
Смята се, че манастирът е основан в 518 година от монаха Герман. Негов втори ктитор е вселенският патриарх Дионисий I. Предполага се, че иконостасът на църквата е дело на дебърския майстор Петър Филипов.
Католиконът е изписан в периода 1858 – 1864 година от Матеос Йоану и помощника му монах Ананий.
В края на XIX и началото на XX век манастирът е един от центровете на елинизма в Източна Македония, допринасящ активно за погърчването на местните българи.
През Втората световна война манастирът, който по това време е окупиран отново от българската армия, изгаря до основи, като незасегната остава само църквата. Възстановен е през 60-те години на ХХ в.
Според преброяването от 2001 година манастирът има 50 жители.

## Галерия
- Икона на Света Богородица Одигитрия от 1789 година, дело на златаря Георги Писка от Линотопи, НИМ, София
- Два реликвария на свети Дионисий, патриарх Константинополски, от края на XVIII век, НИМ, София
- Сребърна дарохранителница от XVIII век, НИМ, София
- Набедреник от втората половина на XVIII век, коприна и златна бродерия и омофор от 1618 година, коприна, бродерия, сърма, перли и мъниста, НИМ, София